# Haarhausen (Homberg)
Haarhausen ist ein Stadtteil von Homberg (Ohm) im mittelhessischen Vogelsbergkreis.

## Geographie
Das Dorf liegt am Rande des Vogelsbergs. Durch den Ort verläuft die Landesstraße L 3289.
Nachbarorte
| Mardorf        | Nieder-Ofleiden                             | Dannenrod |
| Ebsdorfergrund | Kompassrose, die auf Nachbargemeinden zeigt | Appenrod  |
| Deckenbach     | Weitershain                                 | Homberg   |

## Ortsgeschichte

### Mittelalter

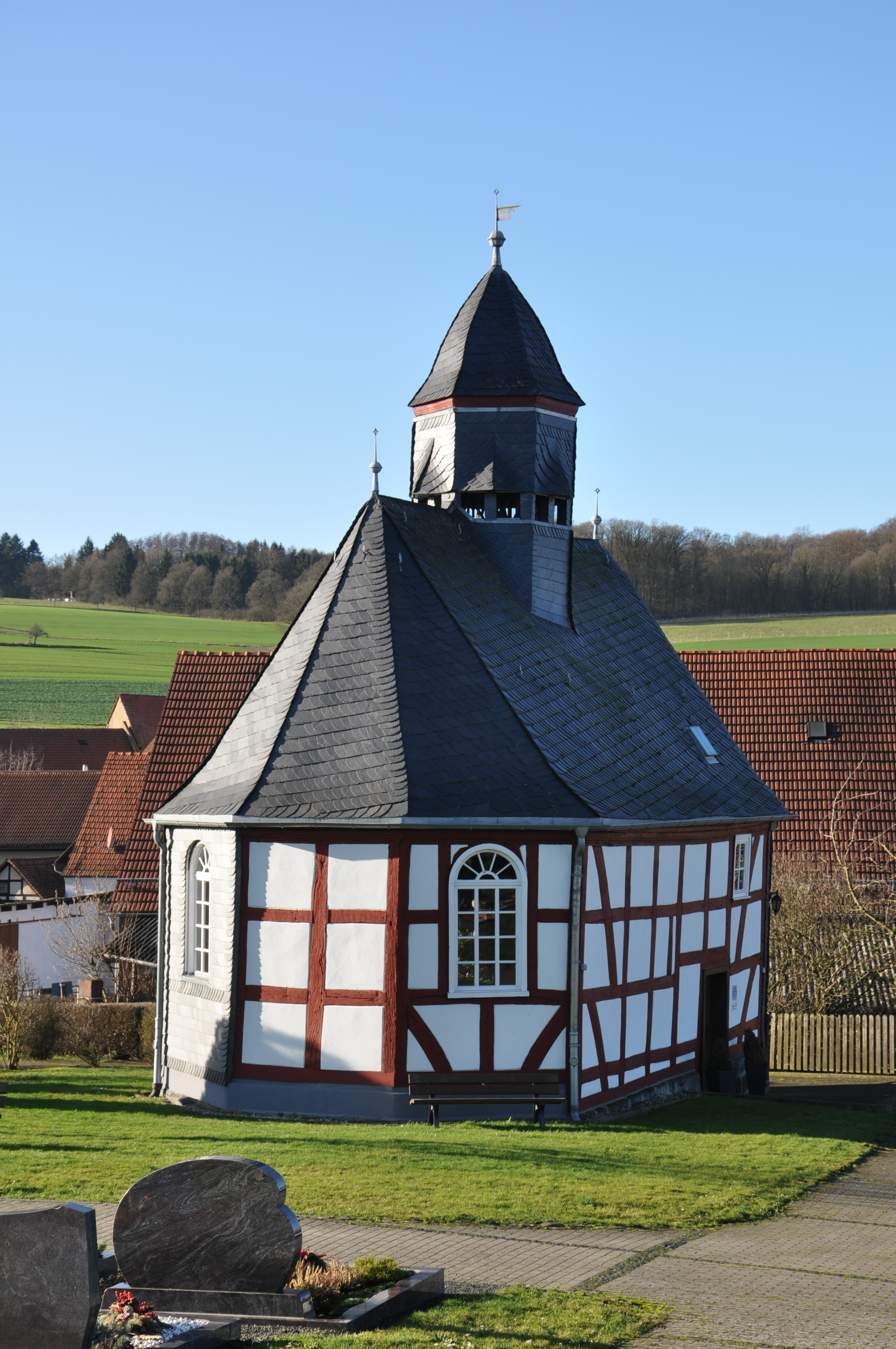
Ev. Kirche in Haarhausen

Die schriftliche Ersterwähnung von Haarhausen datiert aus dem Jahr 1234: „... in Horhusen dimidium mansum“. (eine halbe Manse). Mit dieser Urkunde überließ der Mainzer Erzbischof Siegfried II. von Eppstein dem Kloster Haina in Haarhausen und in Nieder-Ofleiden Einkünfte von 16 Mark aus seinen dortigen Gütern. Der Ort ist wohl deutlich älter als seine überlieferte Ersterwähnung. Das Ohmtal war früh besiedelt und viele umliegende Orte bereits im 8. und 9. Jahrhundert besiedelt.
Der Ortsname leitet sich von dem ahd. „horo“ bzw. von dem mhd. Wort „hor“ ab, was beides „Sumpf, Schmutz“ bedeutet. Demnach bezeichnete der Ortsname eine „Siedlung im Sumpf“.
Früher lebten die Dorfbewohner hauptsächlich vom Besenbinden.

### Neuzeit
Die Statistisch-topographisch-historische Beschreibung des Großherzogthums Hessen berichtet 1830 über Haarhausen:

„Haarhausen (L. Bez. Kirtorf) evangel. Filialdorf; liegt 3 St. von Kirtorf, hat 30 Häuser und 212 Einwohner, die alle evangelisch sind.“

Hessische Gebietsreform (1970–1977)
Zum 1. Oktober 1971 wurde die bis dahin selbständige Gemeinde Haarhausen im Zuge der Gebietsreform in Hessen zeitgleich mit zehn weiteren Gemeinden auf freiwilliger Basis als Stadtteil in die Stadt Homberg (Ohm) – damals noch mit dem Namen Homberg (Kreis Alsfeld) – eingegliedert.
Für alle durch die Gebietsreform nach Homberg eingegliederten Gemeinden und die Kernstadt wurden Ortsbezirke mit Ortsbeirat und Ortsvorsteher nach der Hessischen Gemeindeordnung gebildet.

### Verwaltungsgeschichte im Überblick
Die folgende Liste zeigt die Staaten und Verwaltungseinheiten, denen Haarhausen angehört(e):
- vor 1567: Heiliges Römisches Reich, Landgrafschaft Hessen, Amt Homberg an der Ohm
- ab 1567: Heiliges Römisches Reich, Landgrafschaft Hessen-Marburg, Amt Homberg an der Ohm[13]
- 1604–1648: Heiliges Römisches Reich, strittig zwischen Landgrafschaft Hessen-Darmstadt und Landgrafschaft Hessen-Kassel (Hessenkrieg)
- ab 1604: Heiliges Römisches Reich, Landgrafschaft Hessen-Darmstadt, Oberfürstentum Hessen, Amt Homberg an der Ohm[14]
- ab 1806: Großherzogtum Hessen,[Anm. 2] Fürstentum Oberhessen, Amt Homberg an der Ohm[15][16]
- ab 1815: Großherzogtum Hessen,[Anm. 3] Provinz Oberhessen, Amt Homberg an der Ohm[17]
- ab 1821: Großherzogtum Hessen, Provinz Oberhessen, Landratsbezirk Kirtorf[18][Anm. 4]
- ab 1832: Großherzogtum Hessen, Provinz Oberhessen, Kreis Alsfeld
- ab 1848: Großherzogtum Hessen, Regierungsbezirk Alsfeld
- ab 1852: Großherzogtum Hessen, Provinz Oberhessen, Kreis Alsfeld
- ab 1867: Norddeutscher Bund[Anm. 5], Großherzogtum Hessen, Provinz Oberhessen, Kreis Alsfeld
- ab 1871: Deutsches Reich, Großherzogtum Hessen, Provinz Oberhessen, Kreis Alsfeld
- ab 1918: Deutsches Reich (Weimarer Republik), Volksstaat Hessen, Provinz Oberhessen, Kreis Alsfeld
- ab 1938: Deutsches Reich, Volksstaat Hessen, Landkreis Alsfeld[19][Anm. 6]
- ab 1945: Amerikanische Besatzungszone,[Anm. 7] Groß-Hessen, Regierungsbezirk Darmstadt, Kreis Alsfeld
- ab 1946: Amerikanische Besatzungszone, Land Hessen, Regierungsbezirk Darmstadt, Landkreis Alsfeld
- ab 1949: Bundesrepublik Deutschland, Land Hessen, Regierungsbezirk Darmstadt, Kreis Alsfeld
- ab 1971: Bundesrepublik Deutschland, Land Hessen, Regierungsbezirk Darmstadt, Landkreis Alsfeld, Stadt Homberg (Ohm)[Anm. 8]
- ab 1972: Bundesrepublik Deutschland, Land Hessen, Regierungsbezirk Darmstadt, Vogelsbergkreis, Stadt Homberg (Ohm)
- ab 1981: Bundesrepublik Deutschland, Land Hessen, Regierungsbezirk Gießen, Vogelsbergkreis, Stadt Homberg (Ohm)

### Gerichtszugehörigkeit seit 1803
In der Landgrafschaft Hessen-Darmstadt wurde mit Ausführungsverordnung vom 9. Dezember 1803 das Gerichtswesen neu organisiert. Für die Provinz Oberhessen wurde das Hofgericht Gießen als Gericht der zweiten Instanz eingerichtet. Die Rechtsprechung der ersten Instanz wurde durch die Ämter bzw. Standesherren vorgenommen und somit war für Haarhausen das „Amt Homberg an der Ohm“ zuständig.
Das Hofgericht war für normale bürgerliche Streitsachen Gericht der zweiten Instanz, für standesherrliche Familienrechtssachen und Kriminalfälle die erste Instanz. Übergeordnet war das Oberappellationsgericht Darmstadt.
Mit der Gründung des Großherzogtums Hessen 1806 wurde diese Funktion beibehalten, während die Aufgaben der ersten Instanz 1821 im Rahmen der Trennung von Rechtsprechung und Verwaltung auf die neu geschaffenen Landgerichte übergingen. „Landgericht Homberg an der Ohm“ war daher von 1821 bis 1879 die Bezeichnung für das erstinstanzliche Gericht in Homberg an der Ohm, das für Haarhausen zuständig war.
Anlässlich der Einführung des Gerichtsverfassungsgesetzes mit Wirkung vom 1. Oktober 1879, infolge derer die bisherigen großherzoglich hessischen Landgerichte durch Amtsgerichte an gleicher Stelle ersetzt wurden, während die neu geschaffenen Landgerichte nun als Obergerichte fungierten, kam es zur Umbenennung in „Amtsgericht Homberg an der Ohm“ und Zuteilung zum Bezirk des Landgerichts Gießen. Am 15. Juni 1943 wurde das Gericht zur Zweigstelle des Amtsgerichtes Alsfeld, aber bereits wieder mit Wirkung vom 1. Juni 1948 in ein Vollgericht umgewandelt. Am 1. Juli 1968 erfolgte die Auflösung des Amtsgerichts Homberg und Haarhausen wurde dem Bereich des Amtsgerichts Kirchhain zugeteilt.
1973 wechselte die Stadt Homberg an der Ohm und mit ihr Haarhausen in den Zuständigkeitsbereich des Amtsgerichts Alsfeld.
In übergeordneten Instanzen sind jetzt das Landgericht Gießen, das Oberlandesgericht Frankfurt am Main sowie der Bundesgerichtshof als letzte Instanz.

### Einwohnerentwicklung
| • 1577: | 018 Hausgesesse                    |
| • 1791: | 158 Einwohner                      |
| • 1800: | 156 Einwohner                      |
| • 1806: | 176 Einwohner, 18 Häuser           |
| • 1829: | 212 Einwohner, 30 Häuser           |
| • 1867: | 200 Einwohner, 30 bewohnte Gebäude |
| • 1875: | 208 Einwohner, 32 bewohnte Gebäude |

| Haarhausen: Einwohnerzahlen von 1791 bis 2019 | Haarhausen: Einwohnerzahlen von 1791 bis 2019 | Haarhausen: Einwohnerzahlen von 1791 bis 2019 | Haarhausen: Einwohnerzahlen von 1791 bis 2019 | Haarhausen: Einwohnerzahlen von 1791 bis 2019 |
| --- | --------------------------------------------- | --------------------------------------------- | --------------------------------------------- | --------------------------------------------- |
| Jahr |                                               |                                               |                                               | Einwohner                                     |
| 1791 | 1791                                          |                                               | 158                                           | 158                                           |
| 1800 | 1800                                          |                                               | 156                                           | 156                                           |
| 1806 | 1806                                          |                                               | 176                                           | 176                                           |
| 1829 | 1829                                          |                                               | 212                                           | 212                                           |
| 1834 | 1834                                          |                                               | 241                                           | 241                                           |
| 1840 | 1840                                          |                                               | 240                                           | 240                                           |
| 1846 | 1846                                          |                                               | 241                                           | 241                                           |
| 1852 | 1852                                          |                                               | 234                                           | 234                                           |
| 1858 | 1858                                          |                                               | 210                                           | 210                                           |
| 1864 | 1864                                          |                                               | 204                                           | 204                                           |
| 1871 | 1871                                          |                                               | 196                                           | 196                                           |
| 1875 | 1875                                          |                                               | 208                                           | 208                                           |
| 1885 | 1885                                          |                                               | 189                                           | 189                                           |
| 1895 | 1895                                          |                                               | 180                                           | 180                                           |
| 1905 | 1905                                          |                                               | 164                                           | 164                                           |
| 1910 | 1910                                          |                                               | 164                                           | 164                                           |
| 1925 | 1925                                          |                                               | 163                                           | 163                                           |
| 1939 | 1939                                          |                                               | 150                                           | 150                                           |
| 1946 | 1946                                          |                                               | 251                                           | 251                                           |
| 1950 | 1950                                          |                                               | 235                                           | 235                                           |
| 1956 | 1956                                          |                                               | 182                                           | 182                                           |
| 1961 | 1961                                          |                                               | 157                                           | 157                                           |
| 1967 | 1967                                          |                                               | 149                                           | 149                                           |
| 1970 | 1970                                          |                                               | 147                                           | 147                                           |
| 1980 | 1980                                          |                                               | ?                                             | ?                                             |
| 1990 | 1990                                          |                                               | ?                                             | ?                                             |
| 2000 | 2000                                          |                                               | ?                                             | ?                                             |
| 2011 | 2011                                          |                                               | 138                                           | 138                                           |
| 2015 | 2015                                          |                                               | 128                                           | 128                                           |
| 2019 | 2019                                          |                                               | 136                                           | 136                                           |
| Datenquelle: Historisches Gemeindeverzeichnis für Hessen: Die Bevölkerung der Gemeinden 1834 bis 1967. Wiesbaden: Hessisches Statistisches Landesamt, 1968. Weitere Quellen: ; Stadt Homburg (Ohm); Zensus 2011 |                                               |                                               |                                               |                                               |

### Religionszugehörigkeit
| • 1829: | 212 evangelische (= 100 %) Einwohner                             |
| • 1961: | 147 evangelische (= 93,63 %), 9 katholische (= 5,73 %) Einwohner |

## Vereine
- Burschenschaft
- Freiwillige Feuerwehr
- Obst- und Gartenbauverein
- Ski-Club Haarhausen